# Agence spatiale de Taïwan
L'Agence spatiale de Taïwan, (en anglais Taiwan Space Agency, TASA), connue jusqu'au 31 mars 2004 sous le nom de Bureau du programme spatial national (National Space Project Office ; chinois traditionnel 國家太空中心 ; hanyu pinyin guójiā tàikōng zhōngxīn) puis nommée Organisation nationale de l'espace (National Space Organization, NSPO) jusque fin 2022,, est l'agence spatiale civile de Taïwan. Elle a été créée le  3 octobre 1991. Elle consacre ses ressources essentiellement au programme de satellites d'observation de la Terre FORMOSAT. Les principales installations de l'agence spatiale se situent dans la ville de Hsinchu.

## Programme spatial

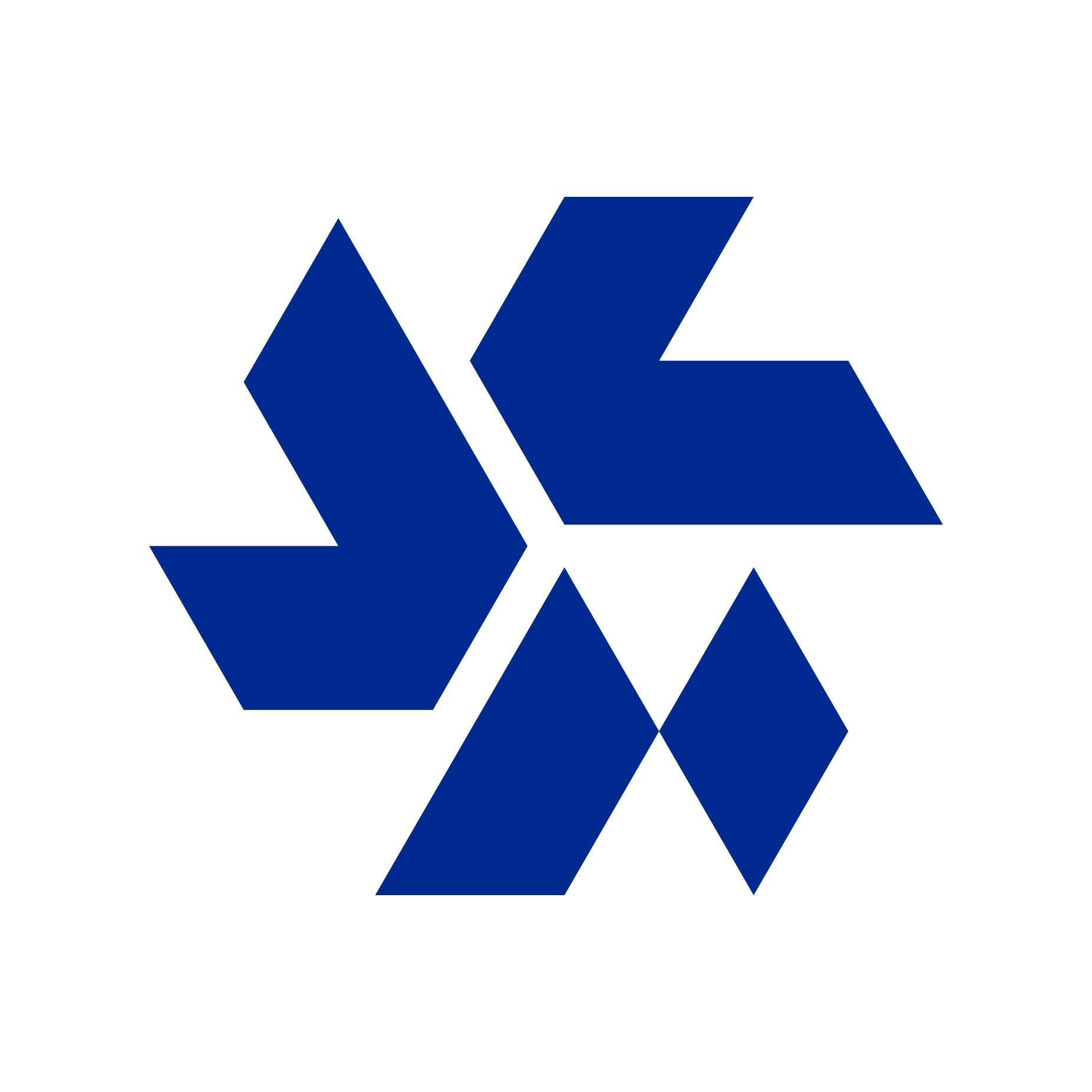
Logo de l'Agence

Le Yuan exécutif décide du plan de développement des technologies spatiales. 
Les deux premières phases se sont déroulées de 1991 à 2005 - avec un budget pour cette période de 13,6 milliards nouveaux dollars de Taïwan - et de 2006 à 2018, aboutissant au lancement réussi des satellites Formosat-1, Formosat-2 et Formosat-3. La troisième durera de 2019 a 2028 et sera financé, selon les annonces de janvier 2019, a hauteur de 25,1 milliards de nouveaux dollars de Taïwan (~ 720 millions d'euros).

## Programme FORMOSAT
Le programme FORMOSAT consacré à l'observation de la Terre regroupe les missions suivantes : 
- FORMOSAT-1 : lancé en janvier 1999 c'est un satellite de recherche dans le domaine des télécommunications et de l'étude de l'ionosphère[5].
- FORMOSAT-2 : lancé en mai 2004 il effectue des mesures de l'ionosphère et remplit des fonctions de cartographie[6].
- FORMOSAT-3 : lancée en 2006 cette constellation de 6 micro-satellites développée en collaboration avec différentes institutions aux États-Unis mesure les occultations radio des signaux GPS par l'atmosphère terrestre pour déterminer le profil vertical de celle-ci et alimenter avec ces données les systèmes de prévision météorologiques[7].
- FORMOSAT-5 : placé en orbite en 2017, c'est le premier satellite d'observation de la Terre de ce type de fabrication nationale[8].
- FORMOSAT-7 : cette constellation de 6 micro-satellites doit être placée en orbite en 2019 et poursuivre les objectifs de la constellation FORMOSAT-3[9].

## Fusées-sondes
L'agence spatiale dispose également d'une fusée-sonde construite localement depuis 1998 basée sur le missile Tien Kung II d'environ 8 mètres de hauteur et d'une masse au décollage de deux tonnes utilisée pour des vols suborbitaux d'expériences scientifiques tiré depuis la base aérienne Jui Ping de Pingtung et à un projet de lanceur à propergol solide permettant de placer en orbite des micro-satellites.

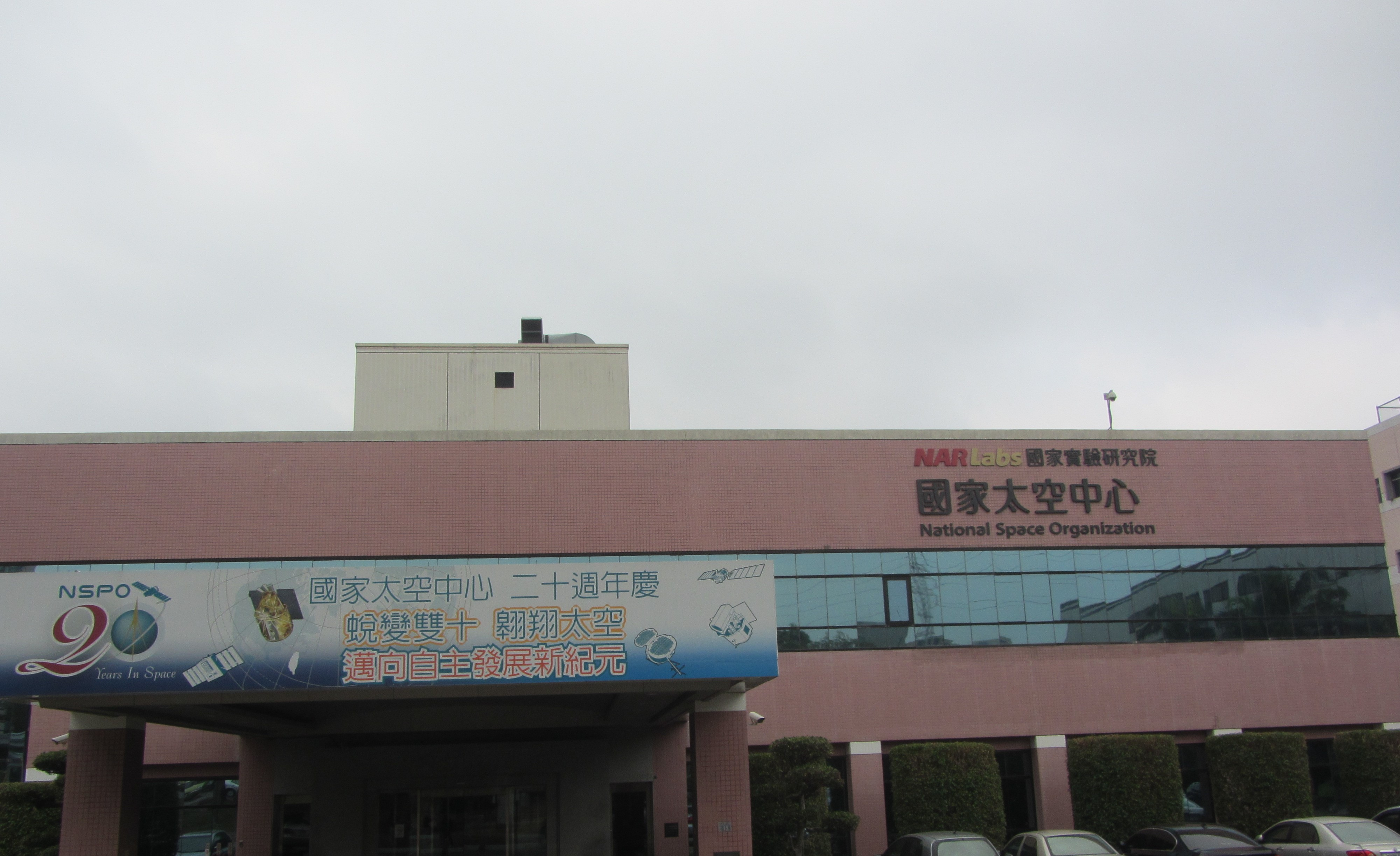
Bâtiment où sont assemblés les satellites de l'agence
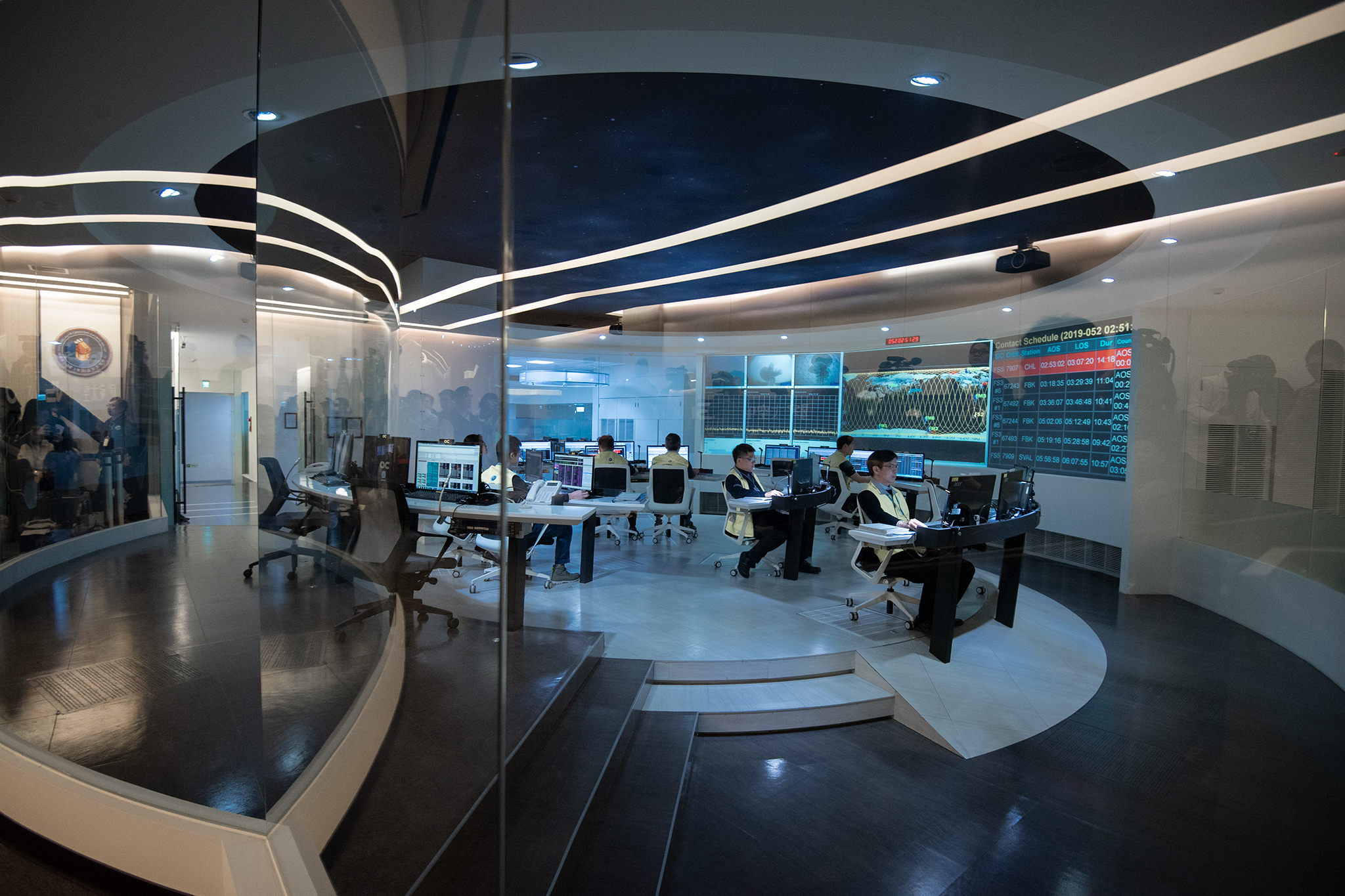
Centre spatial national lors de la certification de FORMOSAT-7
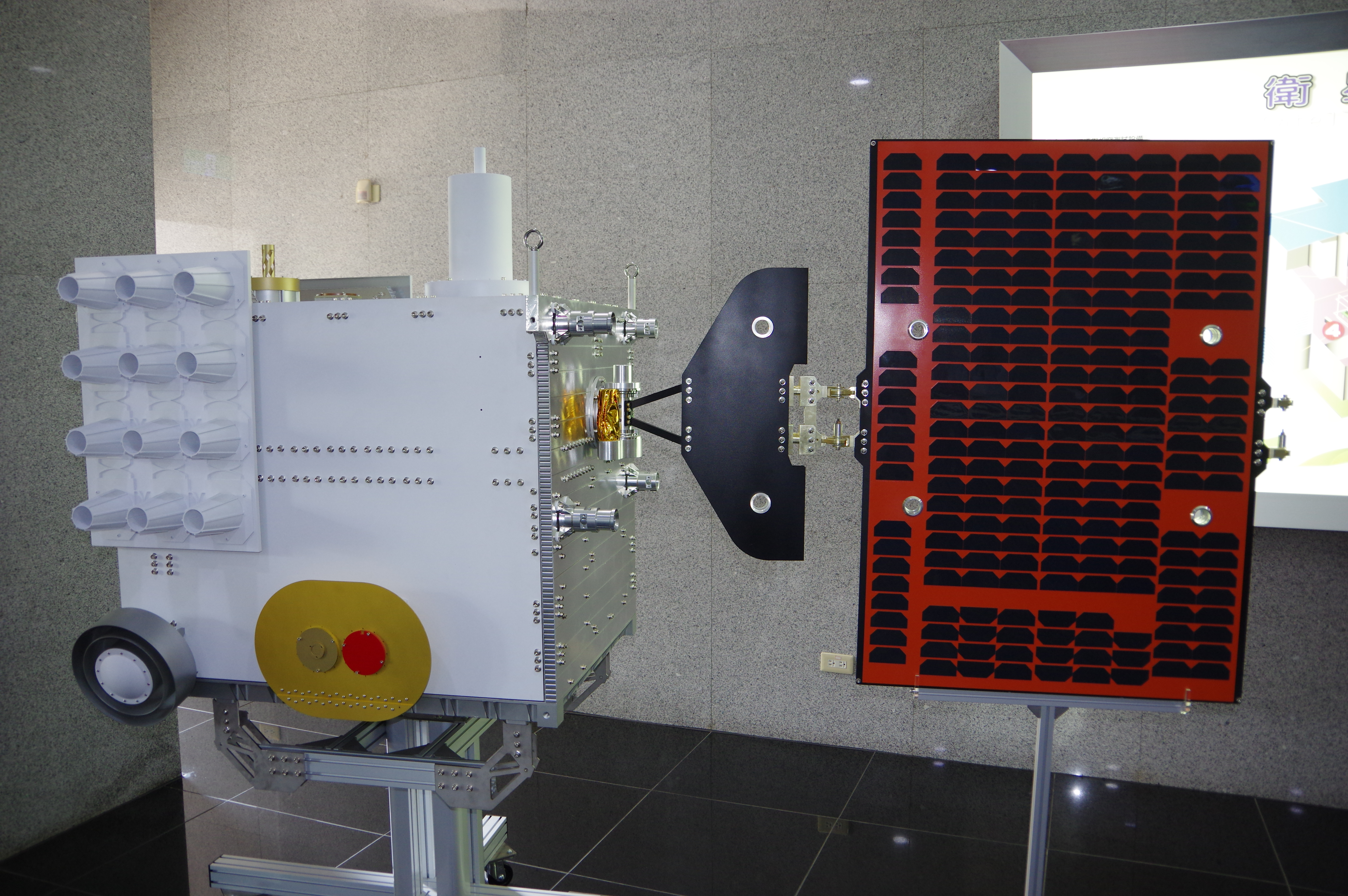
Maquette d'un satellite FORMOSAT-7